# Grøn fasan
Grøn fasan (latin: Phasianus versicolor) er en hønsefugl, der lever i Japan.